# Pierre Duviquet
Pierre Duviquet est un homme politique français né le 1er décembre 1765 à Clamecy (Nièvre) et décédé le 30 août 1835 à Paris.

## Biographie
Entré au collège de Lisieux, puis à Louis-le-Grand, il y devient agrégé et maitre de quartier. Il quitte l'habit ecclésiastique à la Révolution, pour devenir avocat, d'abord à Orléans, puis à Clamecy. Elu au Conseil général de la Nièvre, il est choisi comme substitut du procureur-syndic en 1791. En 1792, il est élu Procureur de la commune de Nevers. Modéré, il entre en conflit avec les sans-culottes locaux qui obtiennent sa destitution le 25 juillet 1793. Il est arrêté et est sauvé par Joseph Fouché, le représentant en mission de la Convention, qui est  sensible à son passé d'enseignant. Celui-ci l'envoie à Lyon qui s'est révoltée contre la Convention.
A Lyon, de l'automne 1793 au printemps 1794, il participe à la répression qui suit la reprise de la ville par les troupes de la Convention. Il est secrétaire général de la Commission temporaire de surveillance républicaine qui soutient l'action des représentants en mission Joseph Fouché et  Jean-Marie Collot d'Herbois. Il dirige le Journal républicain des deux départements de la Loire et du Rhône et reprend en main la section locale du Club des Jacobins. Le rappel de Fouché et Collot à Paris provoque son départ pour l'armée des Alpes où, installé à Grenoble, il est accusateur public.
Protégé par Merlin de Douai, il est secrétaire général du ministère de la Justice en 1797. Il est élu député de la Nièvre au Conseil des Cinq-Cents, le 25 germinal de l'an VI (14 avril 1798). Comme député, il soutient une politique anti royaliste. Il souhaite un respect strict du calendrier révolutionnaire et donc condamne la fermeture des boutiques lors des anciens dimanches. Il souhaite aussi que les émigrés, naufragés et sauvés par les Calaisiens soient  condamnés à mort. Copropriétaire du journal L'Ami des lois, il soutient, sans y participer, le coup d'Etat de  Napoléon Bonaparte des 18 et 19 Brumaire de l'an VIII.  Malgré cela, son journal est fermé par un arrêté des Consuls qui lui reprochent d'avoir dénigré l'Institut de France. Il est ensuite commissaire près le tribunal civil de Clamecy, puis avocat auprès de la Cour de Cassation en 1806. 
Il redevient enseignant en 1813, il est nommé au lycée Napoléon. En 1814, il remplace au pied levé le critique Geoffroy au Journal des Débats politiques et littéraires. Le succès est immédiat et il devient titulaire du feuilleton littéraire de ce quotidien, grâce à son style simple, son sens du théâtre et son indulgence pour les débutants. Pendant quinze ans, il a un rôle déterminant dans le succès ou l'échec des pièces de théâtre. Partisans des Classiques contre les Romantiques, il critique vertement Hernani de Victor Hugo mais accueille très favorablement Henri III et sa cour d'Alexandre Dumas.
Il a rédigé une notice sur la vie et les ouvrages de son ami Antoine-Marie-Henri Boulard (1754-1825), parue dans Le Catalogue des livres de la Bibliothèque de A-M-H Boulard par L. F. A. Gaudefroy et Bleuet, Paris 1828Il a publié une édition latine d'Horace et une édition commentée de Marivaux.
Il meurt à Paris le 30 août 1835.

## Sources
- « Pierre Duviquet », dans Adolphe Robert et Gaston Cougny, Dictionnaire des parlementaires français, Edgar Bourloton, 1889-1891 [détail de l’édition]
- Archives départementales de la Nièvre, état civil.
- Emmanuel de Waresquiel, Fouché, Fayard, Paris 2014.
- Guillaume Cerutti, Des cannibales altérés de sang ?, éditions du Poutan, 2018.
- René Surugue, Histoire de Clamecy et de l'évêché de Bethléem.